# Гранди-Натал
Международный аэропорт Гранди-Натал (порт. Aeroporto Internacional da Grande Natal) также известен под названием Международный аэропорт Сан-Гонсалу-ду-Амаранти (Aeroporto Internacional de São Gonçalo do Amarante) (Код ИКАО: ASGA) — международный аэропорт в муниципалитете Сан-Гонсалу-ду-Амаранти, в 11 км от центра города Натал. Был открыт в конце мая 2014 года.
К моменту открытия считался самым большим в Латинской Америке, а также будет иметь самый большой терминал в Латинской Америке.
Гранди-Натал разработан по типу intermodal (связанный с использованием различных видов транспорта), сосредотачиваясь на пассажирском транспорте и грузе.
У комплекса, как ожидают, будет самый высокий воздушный трафик на северо-востоке.